# Pabellón de Cuba en la Exposición de 1929
El Pabellón de Cuba de la Exposición Iberoamericana de 1929 fue construido por el país para la muestra que tuvo lugar en Sevilla.

## Historia
Cuando en 1911 se cursa invitación a los países Cuba se muestra reacia, dados los sucesos del 98 del siglo XIX. En septiembre de 1926 es cuando responden afirmativamente. La partida inicial fue de 50.000 pesos pero finalmente debió ampliarse a 160.000.
Cuba, en un primer momento, participaría con cierto "complejo de inferioridad" alegando no tener una típica arquitectura nacional. Esto lo suplieron con unos buenos materiales y creando un edificio con un aire colonial. Los balcones son como recuerdo de balcones de Camagüey, eso sí, con columnas salomónicas.
El Pabellón fue diseñado por los arquitectos cubanos Evelio Govantes y Félix Cabarrocas. Lo ejecutaron miembros del ejército al mando de los ingenieros militares Luis Hernández Sabio y Alfonso González del Real. El interior tiene unos buenos acabados en madera en los faroles y las escaleras, así como elaborados artesonados.
El interior tenía tres salas, una de ellas destinada a auditorium, y exponían pinturas de autores nacionales, un plano en relieve del distrito central de La Habana y más cosas de interés. También había un pabellón provisional en la parte trasera del edificio donde se exponían sectores de producción del país, sus infraestructuras y otras materias.
En la actualidad es la sede de la Agencia Andaluza de Cooperación Internacional para el Desarrollo de la Junta de Andalucía.